# Friedhof der jungen Adler
Der Friedhof der jungen Adler ist ein Ehrenfriedhof in Lwiw, auf dem junge Polen bestattet sind, die nach der Ausrufung der Westukrainischen Volksrepublik (1. November 1918) gegen diese kämpften. Polnische Truppen gewannen am 22. November 1918 die Oberhand in Lwiw; daraufhin wurde der Sitz von Regierung und Parlament über Tarnopol nach Stanislau verlegt. 
Im Juli 1919 besetzten polnische Truppen auch die letzten Teile der Westukrainischen Volksrepublik.
Der heutige Westen der Ukraine gehörte in der Zwischenkriegszeit zu Polen (Zweite Polnische Republik); dort lebten fünf bis sechs Millionen Ukrainer. Lwiw wurde nach dem Zweiten Weltkrieg Teil der Ukrainischen Sowjetrepublik; der Ehrenfriedhof verfiel und wurde Anfang der 1970er Jahre eingeebnet. Seit dem Zerfall der Sowjetunion bemühte Polen sich um eine Wiederherstellung des Friedhofs; dies stieß zunächst auf viele Widerstände. Im Jahr 2005 wurde der Friedhof von den damaligen Staatspräsidenten Aleksander Kwaśniewski und Wiktor Juschtschenko feierlich wiedereröffnet.
Angesichts des Überfalls auf die Ukraine, den russische Truppen am 24. Februar 2022 begonnen haben,  wurden im Mai 2022 Streitigkeiten zwischen Polen und der Ukraine beigelegt. Bürgermeister Lwiws Andrij Sadowyj sprach von „einem Schritt zur vollständigen gegenseitigen Vergebung für vergangenes Leid“.
In der Nähe des Friedhofs der Jungen Adler gibt es einen Friedhof, auf dem Kämpfer der Ukrainischen Galizischen Armee bestattet sind, die damals in Kämpfen gegen die 'Jungen Adler' fielen.
Der polnische Präsident Andrzej Duda und der ukrainische Präsident Wolodymyr Selenskyj besuchten am 11. Januar 2023 beide Friedhöfe und legten dort gemeinsam Kränze nieder.